# Richie Rich – Rosszcsont beforr
A Richie Rich – Rosszcsont beforr (eredeti cím: Richie Rich) 1994-ben bemutatott egész estés amerikai filmvígjáték, amelyet Donald Petrie rendezett. A forgatókönyvet Tom S. Parker és Jim Jennewein írta, a zenéjét Alan Silvestri szerezte, a producere John Davis és Joel Silver volt, a főszerepben Macaulay Culkin látható, akinek ez volt az utolsó szereplése gyermekszínészként. A Silver Pictures készítette, a Warner Bros. Pictures forgalmazta.
Az Amerikai Egyesült Államokban 1994. december 21-én, Magyarországon 1995. július 6-án mutatták be a mozikban.

## Cselekmény
Ifjabb Richard Rich, röviden csak Richie, a világ leggazdagabb gyereke, a multimilliárdos Richard és Regina Rich egyszem gyermeke. Kertjében hullámvasút és baseballpálya van, otthonában van egy saját McDonald’s, a személyi edzője pedig Claudia Schiffer. Mindene megvan, amiről egy tízéves fiú csak álmodhat, Richie mégis magányosnak érzi magát. Édesapja, amikor csak teheti, igyekszik vele időt tölteni, ám üzleti birodalmának, a Rich vállalatok vezetése miatt gyakran van távol otthontól, ilyenkor csak az Apahívó nevű kézi-kommunikátor segítségével tud beszélni a fiával. Richie egyetlen, állandó társa csupán hűséges komornyikja, Herbert Catburry. Egy alkalommal, mikor az édesapja nevében ellátogat a Rich vállalatok egyik gyárának felavató ünnepségére, találkozik egy csapat korabeli gyerekkel, akik felhőtlenül baseballoznak a helyi parkban. Richie megkísérel barátságot kötni velük, de a gyerekek elzavarják, mert elkényeztetett, gazdag tuskónak gondolják. Richie nagyon elszomorodik emiatt.
Eközben a Rich vállalatok kapzsi igazgatóhelyettese, Lawrence Van Dough, azt tervezi, hogy megszabadul Richie szüleitől, hogy ő maga vegye át a vállalat vezetését. Szövetkezik a Rich-birtok korrupt biztonsági főnökével, Fergussonnal, akit utasít, hogy rakjon bombát Rich-ék magángépére, mialatt ők Angliába utaznak a királynő születésnapjára. Az útra Richie is elkísérné a szüleit, ám Catburry meggyőzi a szülőket, hogy a fiú hadd maradjon itthon a hétvégére kicsit kikapcsolódni. Catburry meghívja a birtokra azokat a gyerekeket, akikkel Richie korábban barátkozni próbált, ahol mindenkit hamar lenyűgöz Richie páratlan, gazdag életstílusa és elképesztő holmijai. Közben Catburry romantikus kapcsolatba kerül az egyik gyerek, Gloria édesanyjával. A délután végére a vendégeknek szép lassan megváltozik a véleménye Richie-ről. Ezalatt Richie szülei véletlenül megtalálják a repülőjükön elhelyezett bombát, és még időben kihajítják az ablakon, ám a gép így is megrongálódik, és lezuhan a Bermuda-háromszögben. Richald és Regina egy mentőcsónakba kényszerülnek az Atlanti-óceánon, ám épségben megússzák a szerencsétlenséget. Van Dough biztosra véve, hogy Richie szülei halottak, átveszi a vállalat vezetését, ám önző, magáncélú döntéseivel hamar lerombolja a vállalat jó hírét.
Bár Richie szomorú a szülei eltűnése miatt, úgy érzi, nem hagyhatja, hogy Van Dough tönkretegye az apja vállalatát, ezért elhatározza, hogy ő maga ragadja magához az irányítást (teljes jogú örökösként övé a vállalat legtöbb részvénye, Catburry pedig szabad kezet ad neki, hogy kiskorúként ezekkel rendelkezni tudjon). Richie egész életében erre a feladatra készült, és, minthogy az évek során elleste az édesapja üzletvezető technikáit, így sikerül újra felvirágoztatnia a Rich vállalatokat. Van Dough azonban újabb terveket szövöget: Fergusson segítségével meggyanúsítja Catburryt Richard és Regina meggyilkolásával, így a rendőrség őt letartóztatja. Cinkosossági alapon Van Dough elbocsátja a Rich-birtok többi hűséges személyzetét, míg Richie-re nézve megszerzi a törvényes gyámság jogát, így őt háziőrizetben tarthatja. Van Dough következő célja, hogy megtalálja a Rich-birtok családi széfjét, amely egy kész vagyont rejthet magában, ennek hollétét pedig a Rich vállalatok híres feltaláló professzorától, Éles Észtől akarja megtudni. Éles Ész kihallgatja Van Dough és Fergusson egyik beszélgetést, melyből kiderül, hogy meg akarják gyilkoltatni Catburryt a börtönben, öngyilkosságnak álcázva. Éles Ész segít Richie-nek, hogy megszökjön a háziőrizetből, és ellátja őt néhány találmányával, amellyel Richie ki tudja hozni Catburyt a börtönből. Sikerrel is jár, habár Catburry, harcművészeti tudásának köszönhetően, előzőleg már könnyedén elbánt a ráküldött, masszív bérgyilkossal. Richie-vel ezután Gloriához és az édesanyjához mennek, elrejtőzni.
Richie a hírekből értesül róla, hogy az óceánban talált repülőgéproncsban nem találtak holttesteket, így már biztos benne, hogy a szülei életben vannak. Gloria komputeréről megkísérli beindítani az Apahívót. Mivel Richard számított rá, hogy a fia nem adja fel a keresést, így ő is üzembe helyezte a saját kommunikátorát. Az Apahívó helyzetmeghatározója a Rich-birtokon működik, így Van Dough is értesül Richie szüleinek életben maradásáról. Kikapcsolja a készüléket, mielőtt Richie leolvashatná a pontos koordinátákat. Richie, hogy kiderítse a szülei hollétét, elhatározza, hogy visszatér a birtokra.
Catburry, Gloria, és többi barátja segítségével együttesen bejutnak az immár Van Dough emberei által maximálisan őrzött birtok területére, ám végül mindannyiukat elfogják. Richie meglepődve tapasztalja, hogy a szülei ekkor már újra a birtokon vannak. Van Dough megmentette őket az óceánról, mivel szüksége van rájuk a széf megtalálásához és kinyitásához. Richie életét veszélyezteti, ha nem hajlandóak neki segíteni. Így Richie szülei felfedik, hogy a széf a Richmore-hegy belsejében található (egy óriási hegy a birtokon, a Rushmore-hegy utánzata, csak elnökök helyett a Rich család arcképe van belefaragva). Amíg a szülők elvezetik Van Doughot a széfhez, Fergusson Richie és barátai megölésére készül, ám Éles Ész segítségükre siet a találmányaival. Richie ezután egymaga a szülei után ered, hogy megmentse őket.
Richard és Regina hangaktiválással felnyitják Van Dough számára a széfet, aki azonban döbbenten tapasztalja, hogy az csupán emléktárgyakat és családi csecsebecséket tartalmaz. A vagyonukat főleg ingatlanokban tartják, a pénz ugyanis nem az elsődleges érték a számukra. Van Dough dühében le akarja lőni őket, ám megjelenik Richie, aki golyóálló mellényben, lefegyverzi őt. A család ezután a hegyoldalon próbál elmenekülni, ahol Fergusson egy lézerfegyverrel próbálja megölni őket, vele közben Catburry megverekszik, és végül ártalmatlanítja. Van Dough a hegyoldal szélén tesz még egy utolsó kísérletet a család likvidálására, de Rich-ék közös erővel leszámolnak vele, és kirúgják a vállalatból. Van Doughot ezután a cinkostársaival együtt letartóztatják.
Pár hónappal később Richie vidáman játszik a családi baseballpályájukon a többi gyerekkel, és végre igazán boldognak érzi magát. Ezt látva, Richard és Regina megjegyzik, hogy most már valóban Richie a leggazdagabb gyerek a világon, mert megtalálta azt az egy dolgot, amit pénzen nem lehet megvenni: a barátságot.

## Szereplők

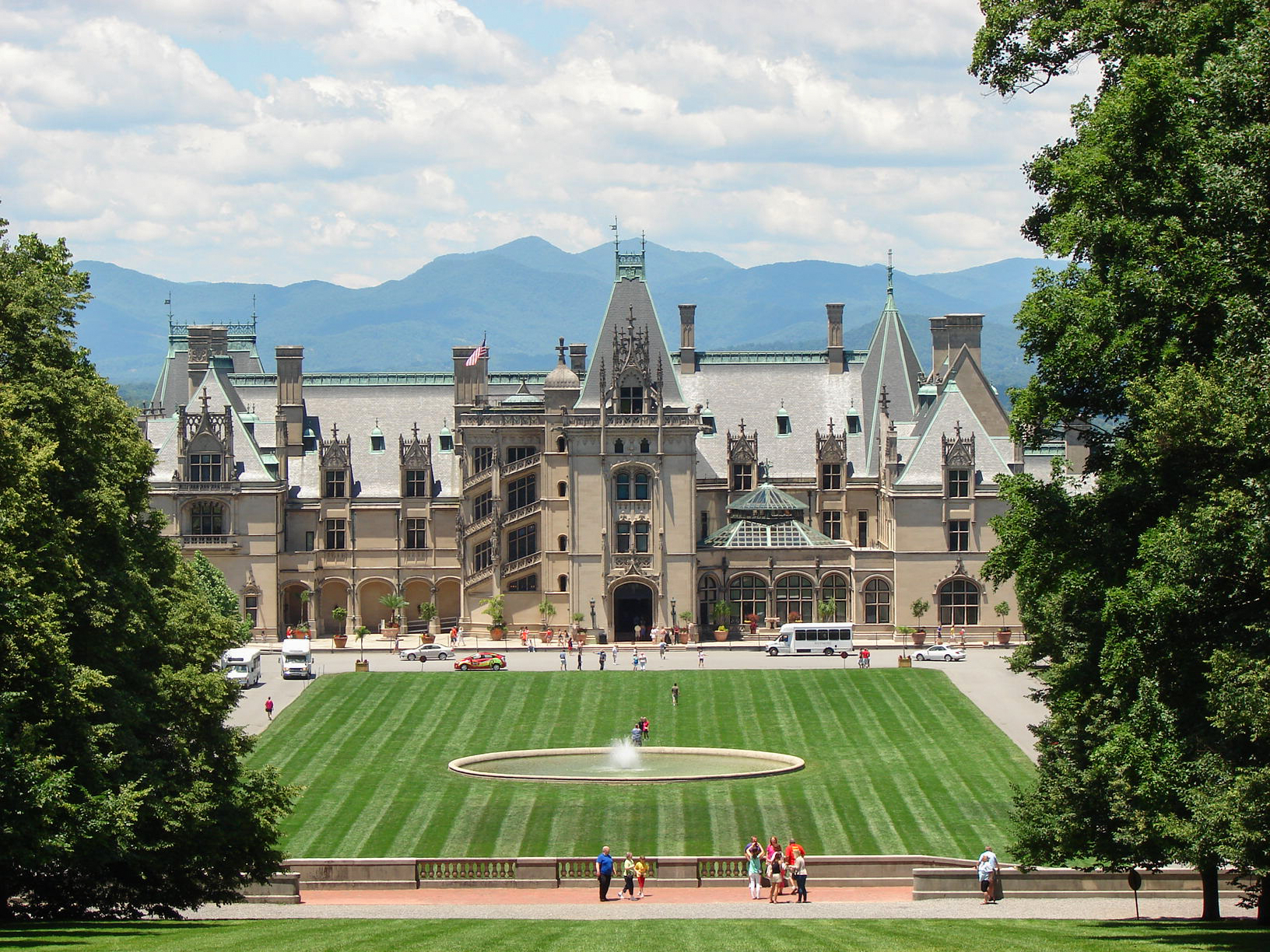
Biltmore Estate, ahol számos jelenetet forgattak

| Színész            | Szerep                          | Magyar hang          |
| ------------------ | ------------------------------- | -------------------- |
| Macaulay Culkin    | Richard "Richie" Rich Jr.       | Szentesi Gergő       |
| Rory Culkin        | Richie Rich kisgyermekként      |                      |
| John Larroquette   | Lawrence Van Dough              | Szabó Sipos Barnabás |
| Edward Herrmann    | Richard Rich Sr.                | Mécs Károly          |
| Christine Ebersole | Regina Rich                     | Vándor Éva           |
| Jonathan Hyde      | Herbert Arthur Runcible Cadbury | Tordy Géza           |
| Michael McShane    | Éles Ész professzor             | Székhelyi József     |
| Chelcie Ross       | Mr. Ferguson                    | Jakab Csaba          |
| Mariangela Pino    | Diane Koscinski                 | Andresz Kati         |
| Stephie Lineburg   | Gloria Koscinski                | Vadász Bea           |
| Claudia Schiffer   | önmaga                          | Mics Ildikó          |
| Jonathan Hilario   | Pee Wee                         | Glósz Viktor         |
| Reggie Jackson     | önmaga                          | Háda János           |
| Ben Stein          | közgazdaságtan tanár            | Gruber Hugó          |